# Język maringarr
Język maringarr, także marenggar, maringa – prawie wymarły język Aborygenów z Terytorium Północnego, należący do języków bringeńskich.
Na początku lat 80. XX wieku szacowano, że ok. 30–40 osób posługiwało się tym językiem, obecnie prawdopodobnie znacznie mniej, ponieważ wiele użytkowników przechodziło na lokalny język kreolski – kriol.
W atlasie zagrożonych języków świata UNESCO język został sklasyfikowany jako krytycznie zagrożony.